# 23. korpus (Kopenska vojska ZDA)
Za druge 23. korpuse glejte 23. korpus.
23. korpus je bil korpus Kopenske vojske Združenih držav Amerike.